# 2007-es GP2 bahreini nagydíj
A 2007-es GP2 bahreini nagydíj volt a 2007-es GP2-szezon első versenye. A versenyt a Bahrain International Circuiten rendezték 2007. április 14. és 15. között.
Az első versenyt Luca Filippi nyerte Timo Glock és Andreas Zuber előtt, míg a sprintfutamon Nicolas Lapierre végzett az élen, a dobogóra még Timo Glock és Luca Filippi állhatott fel.